# Ceriagrion nigroflavum
Ceriagrion nigroflavum là một loài chuồn chuồn kim trong họ Coenagrionidae.
Loài này được xếp vào nhóm loài thiếu dữ liệu trong sách Đỏ của IUCN năm 2010.
Ceriagrion nigroflavum được miêu tả khoa học năm 1933 bởi Fraser.